# Wolfenstein II: The New Colossus
『Wolfenstein II：The New Colossus』(ウルフェンシュタインII ザ・ニューコロッサス) は、『Wolfenstein: The New Order』の続編となるWolfensteinシリーズの作品である。
マルチプラットフォームで展開された本作は、アメリカ合衆国では2017年10月27日に発売され、日本では2017年11月23日に発売された。

## 概要
本作は前作に引き続き、シングルプレイ専用のゲームとなっている。序盤から怒涛のアクションが繰り広げられるように作られている。個性的なレジスタンス達やアドルフ・ヒトラー本人も登場するなど、非常に内容の濃いドラマもある。
第35回ゴールデン・ジョイスティック賞（The Golden Joystick Awards）やThe Game Awards（ゲームアワード）などにノミネートもされている。

## ストーリー
ストーリーは前作エピローグの直後からスタートする。レジスタンス「クライソー・サークル」に所属するB.J.ブラスコヴィッチは、宿敵であるナチスのデスヘッド親衛隊大将を倒す事に成功するも、彼の死に際の自爆に巻き込まれて重症を負い、ギリギリの状態で生き延びることに成功した。
ブラスコヴィッチは一命を取り留めるも下半身不随となってしまう。しかしナチスの魔の手は否応なく襲いかかり、親衛隊大将と昇進したフラウ・エンゲルの襲撃により、リーダーのキャロラインを失ってしまう。ブラスコヴィッチは満身創痍の身ながらキャロラインの意思を継ぎ、世界をナチスの支配から解放するべく世界中から仲間を集め、恐ろしい野望を打ち砕く為の革命を開始する。

## 登場人物

### クライソー・サークル
ウィリアム・ジョセフ "B.J." ブラスコヴィッチ (William Joseph "B.J." Blazkowicz)
声 - 通常時:ブライアン・ブルーム (英) / 中田譲治 (日) 幼少期:デビ・デリーベリー (英) / 近藤唯 (日)
主人公。1作目のラストで宿敵・デスヘッドを倒したものの瀕死の重症を負い、仲間に救助され一命は取り留めたが本作の冒頭では半身不随状態に陥っており、自力では歩くことすらできない身体になっている。
キャロラインのパワーアーマーを受け継いでどうにか自立機動が可能になり、再びナチスを相手に過酷な任務へと挑む。しかし負傷の影響は大きく自身の肉体の限界を悟っており、弱気な独白を吐露する。
アーニャ・オリヴァ (Anya Oliwa)
声 - アリシア・バックレーダ (英) / 木下紗華 (日)
ヒロイン。ブラスコヴィッチの妻として弱気な彼を献身的に支える。また、お腹の中に彼らの子である双子を身篭もっている身だが、自身も引き続きレジスタンスとして激しい戦いに身を投じているタフな女性。
キャロライン・ベッカー (Caroline Becker)
声 - ボニータ・フリーデリシー (英) / 武田華 (日)
「クライソー・サークル」のリーダーを戦時中から務めている屈強な女性。ブラスコヴィッチの旧友。
前作の時点で半身不随の身ながらダド・イシュード製の超技術パワーアーマーを装着して戦力として活躍していたが、ストーリー序盤でエンゲルに捕まり処刑される。
ファーガス・リード (Fergus Reid)
声 - ギデオン・エメリー (英) / 赤城進 (日)
赤毛のスコットランド人。ワイアット編では登場しない。
キャロラインが殺された際に右腕を切り落とされ、意思を持った不思議な義手を装着。調教に苦労し、新たな悩みの種を増やすことになる。
前作までは面倒見が良い兄貴分的な存在として組織を支えていたが、度重なるストレスにより皮肉屋と化しており、メンバーからの評判は悪く人望もない状態に陥っている。
プロブスト・ワイアット3世 (Probst Wyatt III)
声 - A・J・トラウス (英) / 四宮豪 (日)
純真で素朴な性格の青年。ファーガス編では登場しない。
キャロラインが殺された際に右頬に怪我を負い、彼女の後釜を背負わされた重圧と怪我の痛みから薬物に手を染めだす。
それ以降から不可思議な幻覚を見始めて意図不明のことも言い出すようになる。ちなみに、彼の部屋には1作目で死亡したJの遺品が置いてある。
マックス・ハス (Max Hass)
声 - アレックス・ソロウィッツ (英) / 原語音声 (日)
障害を持ち、頭部の片側が陥没している大男。1作目では争いを恐れていたが、本作では銃を持って戦える程の成長を遂げている。
船内で飼っているロサという名の食用豚を可愛がっている。また、セット・ロスにチェスで勝ったり、高等な描絵やビリヤードの技術を持つなど謎も多い。
セット・ロス (Set Roth)
声 - マーク・イヴァニール (英) / 林和良 (日)
研究機関「ダト・イシュード」のエンジニアだった老人。ブラスコヴィッチのことを稀に「サムソン」と呼ぶ。
船内の一室に作業場を構え、組織の貴重な技師として様々な発明や開発を行う。また、医師としての力もあるようで重傷を負ったブラスコヴィッチの治療も担当した。
リスザルの胴体にシャム猫の頭を移植したショシャナという動物をペットとして飼っており、他の船員からは気味悪がられている。
ボムバテ (Bombate)
声 - ピーター・メイコン (英) / 佐野康之 (日)
陽気な性格の黒人。1作目で死亡したクラウスに代わってマックスの世話をしているが手を焼いている。
女癖が悪く扱いが下手なため、作中でシグルンとプロフェッサーに手を出して三角関係に陥ることになる。
マリア・ローレン (Maria Laurent)
声 - カレン・ストラスマン (英) / 飯塚雅弓 (日)
主に格納庫でヘリの整備を任されている赤毛の女性。ファーガスとは両思いだが付き合ってはいない。

### 新たなレジスタンスたち
シグルン・エンゲル (Sigrun Engel)
声 - アリッサ・プレストン (英) / 三木美 (日)
フラウ・エンゲル親衛隊大将の一人娘。親と異なり気弱で意志薄弱だが心優しい。肥満体でお菓子や音楽が好き。また、秘密の日記を書いている。
親の身分上ナチス親衛隊として働かせられていたが興味はなく、その姿勢や性格、趣味のせいでフラウとは折り合いが悪い。キャロライン処刑の際に仲間割れを起こし、ブラスコヴィッチ達の手助けをしたために成り行きで仲間入りを果たした。
潜水艇の操縦や軍事コードの解読などで貢献するものの、その出自から一部のメンバーからは余りいい扱いを受けていない。
グレース・ウォーカー (Grace Walker)
声 - デブラ・ウィルソン (英) / 合田絵利 (日)
マンハッタンのレジスタンスを率いるパワフルなアフロ頭の黒人女性。スーパースペッシュとの間にアビーという娘を授かっている。
ナチスに恐怖を教えて、世界中で大暴動を起こそうとするブラスコヴィッチの野望に賛同して協力。以降はキャロラインの部屋を借りて彼女に代わるリーダーとして指示を出す。
右腕に被爆した痕があるように、ニューヨークに核が落とされていた際も現場におり、爆発の瞬間に地下にいたため生き残れた。
スーパースペッシュ (Norman "Super Spesh" Caldwell)
声 - ドン・マクメイナス (英) / 間宮康弘 (日)
グレースの夫で元弁護士。マンハッタンのレジスタンスの中では数少ない白人のメンバー。普段は彼女の尻に敷かれているが、変装を得意としスパイ活動に優れている優秀な人物。コメディリリーフ的存在。
また、かなりの変人でナチスと宇宙人（エイリアン）が繋がってると考えており、ロズウェルにある隠れ家には、宇宙人を研究するための様々な機材が置いてある。
ホートン・ブーン (Horton Boone)
声 - クリストファー・ハイアーダール (英) / 白熊寛嗣 (日)
ニューオーリンズのレジスタンスを率いる白髪白髭の男。ナチスが現れる前よりずっと前から公民権運動を行っていた。
ブラスコヴィッチの野望に初めは否定的だったが、酒を飲み交わしての討論で子供の未来を守る為という動機を知り、彼の気概を気に入って他のメンバーを引き連れて革命に参加する。
ちなみに大の酒好きで、「オールド・ホートン・スペシャル」という一杯以上飲むと正気を保てないウイスキーを自作している。
プロフェッサー (Mary Sue "Professor" Ellington)
声 - ステファニー・ビッカース (英) / 品田美穂 (日)
ニューオーリンズのレジスタンスの一員。卓越した技術を持つ女性狙撃手。
パリス・ジャック (Jacques "Paris Jack" LeRoy)
声 - アントニオ・D・チャリティ (英) / ？ (日)
ホートンの古い親友である黒人。常にクラリネットを手にしている音楽家で、戦闘中でも頼まれれば曲を演奏し続ける。

### ナチス
フラウ・イレーネ・エンゲル (Frau Irene Engel)
声 - ニーナ・フラノシェク (英) / 片貝薫 (日)
一作目にも登場する、猟奇的な女性指揮官。男5人女1人の計6人のアーリア人の子供を育てあげた。
本作では功績をたたえられて親衛隊大将となり、ブラスコヴィッチ達の前に幾度となく立ちはだかる。ナチスに絶対の忠誠を誓うが、一作目の出来事により、打倒ブラスコヴィッチには個人的にも特に凄まじい執着を見せる。
ちなみに1作目の中盤において顔をめちゃくちゃにされたが、ナチスの技術によって修正に成功している。
アドルフ・ヒトラー (Adolf Hitler)
声 - ノーバート・ウェイサー (英) / 言語音声 (日)
ナチス・ドイツの総統である独裁者。本作ではある特定の場面でブラスコヴィッチの前に姿を現す。

### その他
リップ・ブラスコヴィッチ (Rip Blazkowicz)
声 - グレン・モーシャワー (英) / 後藤光祐 (日)
B.J.ブラスコヴィッチの父でポーランド系アメリカ人。白人優位主義の差別主義者で、日常的に息子や妻に対して暴力を繰り返す。特に息子には教育と称して虐待していた。
B.J.ブラスコヴィッチが家から逃げるように軍に入隊した理由の一人であり、一作目から彼から受けた仕打ちを忌まわしい記憶として独白していた。
戦争中、ナチス軍に白人社会の品位を保つためという理由で、ユダヤ人のゾフィアを売って結果的に殺している。
ゾフィア・ブラスコヴィッチ (Zofia Blazkowicz)
声 - ミシェル・フォーブス (英) / たなか久美 (日)
B.J.ブラスコヴィッチの母。ユダヤ系アメリカ人。夫からは息子共々ひどい仕打ちを受けていたが、それでも息子を心から愛し、希望を持って生きるよう諭していた。

## 登場武器
今作から左右にそれぞれ別種の銃を持つ事が可能となった。武器の強化は各所で拾えるアップグレードキットを用いて任意に行う形式へと変更された。一度強化した項目は強化前の状態に戻す事が出来る。
ハチェット
消防斧。近接攻撃に用いる。2つ以上所持で投擲可能。
今作では装備としては選択出来なくなった。
ピストル
セミオート拳銃。装弾数10発。
ルガーP08とベルグマンM1896を掛け合わせたような外観をしている。
アップグレード・マグナム
反動と銃声が大きくなる代わりに、威力を向上させる。
通常弾・マグナム弾の切り替えが可能になる。
アンダーバレルにムカデ砲のような薬室ユニットが増設される。
アップグレード・拡張マガジン
大容量のロングマガジンへ換装する。装弾数が20発に増加。
アップグレード・サプレッサー
マズル(銃口)にサプレッサー(減音器)を装着する。銃声で敵に気づかれなくなる。
アサルトライフル
フルオート突撃銃。装弾数30発。
モデルはStG44。
アップグレード・マークスマンスコープ
フリップ式のスコープを装着され、望遠・拡大機能が付与される。
射撃方式をセミオートに切り替える事で射撃の威力と精度が向上するが、連射速度が低下。
フルオート&アイアンサイト・セミオート&スコープの切り替えが可能になる。
アップグレード・アーマー貫通
敵のアーマーや一部の金属製オブジェクトを貫通して攻撃出来るようになる。重装兵や機械系の敵へのダメージが上がる。
アップグレード・ジャングルマガジン
2つ連結したマガジン(ジャングルスタイル)へと換装する。装弾数が60発に増加。
1マガジン(30発)分を撃ち終えると弾の残っている方のマガジンに差し替え、若干の隙が生まれる。
マシーネンピストーレ
フルオート短機関銃。装弾数45発。
モデルはMP40。
アップグレード・ネイルガン
発射の瞬間に弾丸を熱し、威力を向上させる。代わりに弾速と連射速度が低下する。
通常弾・高熱弾の切り替えが可能になる。
アップグレード・ドラムマガジン
大容量のドラムマガジンへ換装する。装弾数が90発に増加。
アップグレード・拡張サプレッサー
マズル(銃口)にサプレッサー(減音器)を装着する。銃声で敵に気づかれなくなる。
ショックハンマー
フルオートの3連銃身散弾銃。装弾数20発。
発射毎に銃身が回転する。
ベルトリンク式のような装填方法だが、非ベルトリンク式。
アップグレード・ローター
一度に3発同時発射するようになり、瞬間火力が増加。代わりに連射速度が低下する。
アップグレード・拡張マガジン
大容量のマガジンへ換装する。装弾数が40発に増加。
アップグレード・リコシェ
使用する弾薬を榴散弾に変更し、地形に接触した弾が跳ね返るようになる。狭い場所において強力な効果を発揮する。
カンプピストーレ
弧を描く榴弾を射出するセミオート拳銃。装弾数6発。
モデルはワルサーカンプピストル。
アップグレード・ロケット
グレネードを前方に発射し、着弾地点に大きな爆発を巻き起こす。
弾が弧を描かずに直進するようになる。
曲射・直射の切り替えが可能になる。
アップグレード・ショルダーストック
グリップにストック(銃床)を取り付ける。反動をほぼゼロにする。
アップグレード・スプリングローダー
トリガーを長押しすることで、最大3発のグレネードを連射できる。
レーザークラフトワーク
高出力のエネルギー弾を発射する兵器。一部の金属製オブジェクトを破壊出来る。
バッテリー式でレーザーチャージャーで充電可能。
ファーガス編にのみ登場する。
アップグレード・スコープ
着脱式のドットスコープが付き、構え中のズーム倍率が増加する。
アイアンサイト・ドットスコープの切り替えが可能となる。
アップグレード・バッテリーアップグレード
バッテリーの最大容量が2倍になる。
アップグレード・スーパーチャージ
射撃ボタンを押し続けでチャージし、強力なレーザーを放てるようになる。
ディーゼルクラフトワーク
地形に吸着し遠隔起爆可能な爆弾を投射する兵器。一部の金属製オブジェクトを破壊出来る。
構えボタンで仕掛けた爆弾を起爆する。デュアル時は着弾と共に起爆する。
燃料式。
ワイアット編にのみ登場する。
ハンドグレネード
投擲後、時間経過で爆発する手榴弾。
アップグレード・破砕グレネード
破片(フラグ)効果を追加。攻撃範囲が広がる。
アップグレード・ディーゼル
焼夷効果を追加。範囲内を炎上させる。
アップグレード・電磁気弾
EMP効果を追加。機械やロボットなどを怯ませ易くなる。
レーザーライフル
一部の重装兵が落とす、高出力のレーザーを照射するヘビーウェポン。一部の金属製オブジェクトを破壊出来る。
バッテリー式でレーザーチャージャーかレーザーライフルを拾うことで充電可能。
武器の切り替えをすると自動的に地面に落とし、インベントリに加える事は出来ない。また所持中は移動速度が低下する。
ディーゼルガン
着弾した周囲を炎上させる焼夷弾を放つヘビーウェポン。
燃料式。
レーザーライフルと同じく武器の切り替えやインベントリに加える事は出来ない。
ハンマーライフル
散弾を用いる4連銃身のヘビーウェポン。
一度に2発同時発射する。
武器の切り替えやインベントリに加える事は出来ない。
ユーバーライフル
着弾地点に爆発と放電を起こすヘビーウェポン。
エネルギーと燃料を併用し、構えボタンで燃料を消費してチャージ出来る。発射にはエネルギーを必要とする。
武器の切り替えやインベントリに加える事は出来ない。

## 機械装具
物語の進行で入手可能な能力を強化する装備。
パワースーツ
一作目にて見つけた、ダト・イシュード製の黄金のスーツ。キャロラインの死後、ブラスコヴィッチが受け継いだ。
装着した者の身体能力を飛躍的に高める性質を持ち、キャロラインや本作のブラスコヴィッチの様な歩行困難者でも激しい戦闘をこなせる程になる。強固な装甲と放射線への耐性も合わせ持つ。
高いアーマー最大値を誇り、空中にいる際にしゃがみボタンを押すと急降下しながら両足で踏みつけるスラム攻撃を行える。
物語中盤でパワースーツが失われるが、スラム攻撃は引き続き使用可能。
コンストリクターハーネス
胴体を圧縮し、狭所への侵入を可能とする装具。
しゃがみながら特定ポイント(狭いダクトなど)に接触する事で潜り込むことが可能になる。
長時間潜っていると酸欠でダメージを受ける。
ラムシャックル
上半身を防護する装具。
スプリント中に接触する事で敵やオブジェクトを吹き飛ばす・破壊する事が出来る。
バトルウォーカー
脚部に装着する伸縮式の装具。
ジャンプボタン2度押しで長い足を展開し、高い位置から様々な行動へ繋げられる。